# Ninetta Vad
Ninetta Vad (Budapest, 16 de febrero de 1989) es una deportista húngara que compite en piragüismo en la modalidad de aguas tranquilas.
Ganó 6 medallas en el Campeonato Mundial de Piragüismo entre los años 2010 y 2017, y 4 medallas en el Campeonato Europeo de Piragüismo entre los años 2012 y 2017. En los Juegos Europeos de Bakú 2015 consiguió dos medallas: oro en la prueba de K4 500 m y bronce en K2 500 m.

## Palmarés internacional
| Campeonato Mundial | Campeonato Mundial       | Campeonato Mundial | Campeonato Mundial |
| Año                | Lugar                    | Medalla            | Competición        |
| ------------------ | ------------------------ | ------------------ | ------------------ |
| 2010               | Poznań (Polonia)         | Medalla de plata   | K1 4 × 200 m       |
| 2013               | Duisburgo (Alemania)     | Medalla de oro     | K1 4 × 200 m       |
| 2013               | Duisburgo (Alemania)     | Medalla de oro     | K4 500 m           |
| 2014               | Moscú (Rusia)            | Medalla de oro     | K2 200 m           |
| 2014               | Moscú (Rusia)            | Medalla de oro     | K4 500 m           |
| 2017               | Račice (República Checa) | Medalla de oro     | K4 500 m           |
| Juegos Europeos    |                          |                    |                    |
| Año                | Lugar                    | Medalla            | Competición        |
| 2015               | Bakú (Azerbaiyán)        | Medalla de oro     | K4 500 m           |
| 2015               | Bakú (Azerbaiyán)        | Medalla de bronce  | K2 500 m           |
| Campeonato Europeo |                          |                    |                    |
| Año                | Lugar                    | Medalla            | Competición        |
| 2012               | Zagreb (Croacia)         | Medalla de plata   | K2 1000 m          |
| 2014               | Brandeburgo (Alemania)   | Medalla de oro     | K4 500 m           |
| 2014               | Brandeburgo (Alemania)   | Medalla de plata   | K2 200 m           |
| 2017               | Plovdiv (Bulgaria)       | Medalla de oro     | K4 500 m           |